# رود پیانا
رود پیانا (انگلیسی: Pyana) یک رودخانه در استان موردوویای کشور روسیه است.